# The Clutch
The Clutch es un grupo colectivo de cantautores estadounidenses, responsable de varios sencillos de gran éxito, como "Ice box" de Omarion con Timbaland, "Like a boy" de Ciara y, el más notable, "The way I are" de Timbaland con Keri Hilson.

## Historia
Localizados en Atlanta, The Clutch está formado por Candice Clotiel "Gg" Nelson, Ezekiel L "(E)Zeke" Lewis, Patrick Michael "J. Que" Smith, Balewa Muhammad y Keri Lynn Hilson. Debido a que rara vez el quinteto trabaja en conjunto, la combinación en escritura de una canción de dos o más de ellos, es considerada una canción «escrita por The Clutch». En la actualidad, las únicas canciones escritas por todos los miembros son "Jealous of your whip" de Bayje, "Game song" de Keke Palmer, "Let's go" de Bobby Valentino y "Wrong when you're gone" de Jennifer Lopez.
The Clutch también ha escrito canciones para algunos de los productores contemporáneos más exitosos, como Timbaland, Danja, Bryan-Michael Cox, Bloodshy & Avant y Tricky Stewart.

## Discografía

### 2007
Amerie - Because I love it - Columbia
02. "Hate2LoveU"
- Escrita por Mi Marie, Candice Nelson, Balewa Muhammad, Ezekiel Lewis y J. Que.

Bobby Valentino - Special Occasion Circuit City Edition - Def Jam/DTP
02. "Anonymous" con Timbaland
- Escrita por Timothy Mosley, King Logan, Jerome Harmon, Candice Nelson, Balewa Muhammad, Ezekiel Lewis y J. Que.[3]
- Voces adicionales por Candice Nelson.

05. "Rearview (Ridin')" con Ludacris
- Escrita por Timothy Mosley, King Logan, Jerome Harmon, Candice Nelson, Balewa Muhammad, Ezekiel Lewis, J. Que, Christopher Bridges.[4]

17. "Let's go"
- Escrita por Richard, Candice Nelson, Keri Hilson, Balewa Muhammad, Ezekiel Lewis, J. Que, Morrow y Robert Wilson.[5]
- Producida por Don Vito y The Clutch, y coproducida por Mitrxxx

Jennifer Lopez - Brave - Epic
02. "Forever"
- Escrita por Chauncey Hollis, Candice Nelson, Balewa Muhammad, Ezekiel Lewis y J. Que.[6]
- Producida por Hit-Boy y The Clutch.
- Respaldos vocales por Candice Nelson.
- Voces adicionales por Ezekiel Lewis.

11. "Wrong when you're gone"
- Escrita por Candice Nelson, Keri Hilson, Balewa Muhammad, Ezekiel Lewis y J. Que.[6]
- Producida por Bigg D y The Clutch.
- Respaldos vocales por Keri Hilson.

12. "Brave"
- Escrita por Christian Karlsson, Pontus Winnberg, Candice Nelson, Balewa Muhammad, Ezekiel Lewis y J. Que.[7]
- Producida por Bloodshy & Avant y The Clutch.
- Respaldos vocales por Candice Nelson.

Ciara - The Evolution - Jive/LaFace
01. "That's right" con Lil Jon
- Escrita por Ciara Harris, Jonathan Smith, Candice Nelson, Balewa Muhammad, Jasper Cameron y LaMarquis Jefferson.

02. "Like a boy"
- Escrita por Ciara Harris, Calvin Kenon, Candice Nelson, Balewa Muhammad, Ezekiel Lewis y J. Que.[8]
- Producida por Calvo Da Gr8 y coproducida por The Clutch y Ciara.

08. "My love"
- Escrita por Ciara Harris, Brian Kennedy, Antwoine Collins, Candice Nelson y Balewa Muhammad.[9]
- Respaldos vocales por Candice Nelson.

16. "So Hard"
- Escrita por Ciara Harris, Bryan-Michael Cox, Kendrick Dean, Candice Nelson, Balewa Muhammad y T. Clark.[10]
- Respaldos vocales por Candice Nelson.

Keke Palmer - So Uncool - Atlantic
02. "Joystick (The game song)"
- Escrita por Bernard Edwards, Jr., Candice Nelson, Keri Hilson, Balewa Muhammad, Ezekiel Lewis y J. Que.[11]

03. "Music box"
- Escrita por Bernard Edwards, Jr., Candice Nelson, Balewa Muhammad, Ezekiel Lewis y J. Que.[12]

Katharine McPhee - Katharine McPhee - RCA
03. "Open toes"
- Escrita por Katharine McPhee, Nate Hills, Candice Nelson, Balewa Muhammad y Kara DioGuardi.[13]

Timbaland - Shock Value  - Interscope/MMG/Blackground
04. "The way I are" con Keri Hilson y D.O.E.
- Escrita por Timothy Mosley, Nate Hills, Keri Hilson, John Maultsby, Candice Nelson y Balewa Muhammad.[14][15]

Kevin Michael - Kevin Michael - Atlantic/Downtown
06. "Hood buzzin'"
- Escrita por Christian Karlsson, Pontus Winnberg, Magnus Wallbert, Candice Nelson, Balewa Muhammad, Ezekiel Lewis y J. Que
- Producida por Bloodshy & Avant y The Clutch.

09. "Ghost"
- Escrita por Shea Taylor, Candice Nelson, Balewa Muhammad, Ezekiel Lewis y J. Que.[16]
- Producida por Shea Taylor y The Clutch.
- Respaldos vocales por Candice Nelson.

11. "Weekend jumpoff"
- Escrita por Jonathan Rotem, Candice Nelson, Balewa Muhammad, Ezekiel Lewis y J. Que.[17]
- Producida por J.R. Rotem y The Clutch.

Mario - Go! - J
07. "No definition"
- Escrita por Timothy Mosley, King Logan, Jerome Harmon, Candice Nelson, Balewa Muhammad, Ezekiel Lewis y J. Que.[18]
- Respaldos vocales por Ezekiel Lewis.

Britney Spears - Blackout - Jive
03. "Radar"
- Escrita por Christian Karlsson, Pontus Winnberg, Henrik Jonback, Candice Nelson, Balewa Muhammad, Ezekiel Lewis y J. Que.[19]
- Producida por Bloodshy & Avant y coproducida por The Clutch.
- Respaldos vocales por Candice Nelson.

07. "Freakshow"
- Escrita por Britney Spears, Christian Karlsson, Pontus Winnberg, Henrik Jonback, Ezekiel Lewis y J. Que.[20]
- Producida por Bloodshy & Avant y coproducida por The Clutch.
- Respaldos vocales por Candice Nelson y Ezekiel Lewis.

Trey Songz - Trey day - Atlantic
10. "Store Run"
- Escrita por Trey Songz, Andre Harris, Vidal Davis, Candice Nelson, Balewa Muhammad, Ezekiel Lewis y J. Que.[21]
- Respaldos vocales por Candice Nelson.

Menudo - More than words - Epic
01. "More than words (A E I O U)"
- Escrita por Nate Hills, Marcella Araica, Candice Nelson, Balewa Muhammad, Ezekiel Lewis y J. Que.
- Producida por Danja y The Clutch.

02. "Más que amor"
- Producida por Danja y The Clutch.

04. "This christmas"
- Producida por The Clutch y Cardiff Giants.

### 2008
Britney Spears — Circus — Jive
- «Radar»
- «Phonography»
- «Trouble»

Raven-Symoné — Raven-Symoné — Hollywood
10. "Keep A Friend" (Patrick Smith, Ezekiel Lewis, Balewa Muhammad, Candice Nelson, Jordan Suecof, Darhyl Camper)
- Producido por Full Scale & The Clutch

13. "Double Dutch Bus" (Bill Bloom, Frankie Smith)
- Producido por The Clutch y Bill Jabr

00. "Go To Girl" (sin álbum) (Kevin Tates, Candice Nelson, Balewa Muhammad, Ezekiel Lewis, J. Que)
- Producido por Kevin Tates

### 2009
Britney Spears — The Singles Collection — Jive
- «Radar»